# ドンム
ドンム （Domme、オック語:Doma）は、フランス、ヌーヴェル＝アキテーヌ地域圏、ドルドーニュ県のコミューン。

## 地理
ドンムは、ドルドーニュ川に沿った標高250mの崖の上にあるバスティッドである。崖の形状である台形に影響を与えていない、長方形のバスティードである。まちを取り囲む要塞は、住民の必要性に応じて採用されたものである。

## 歴史

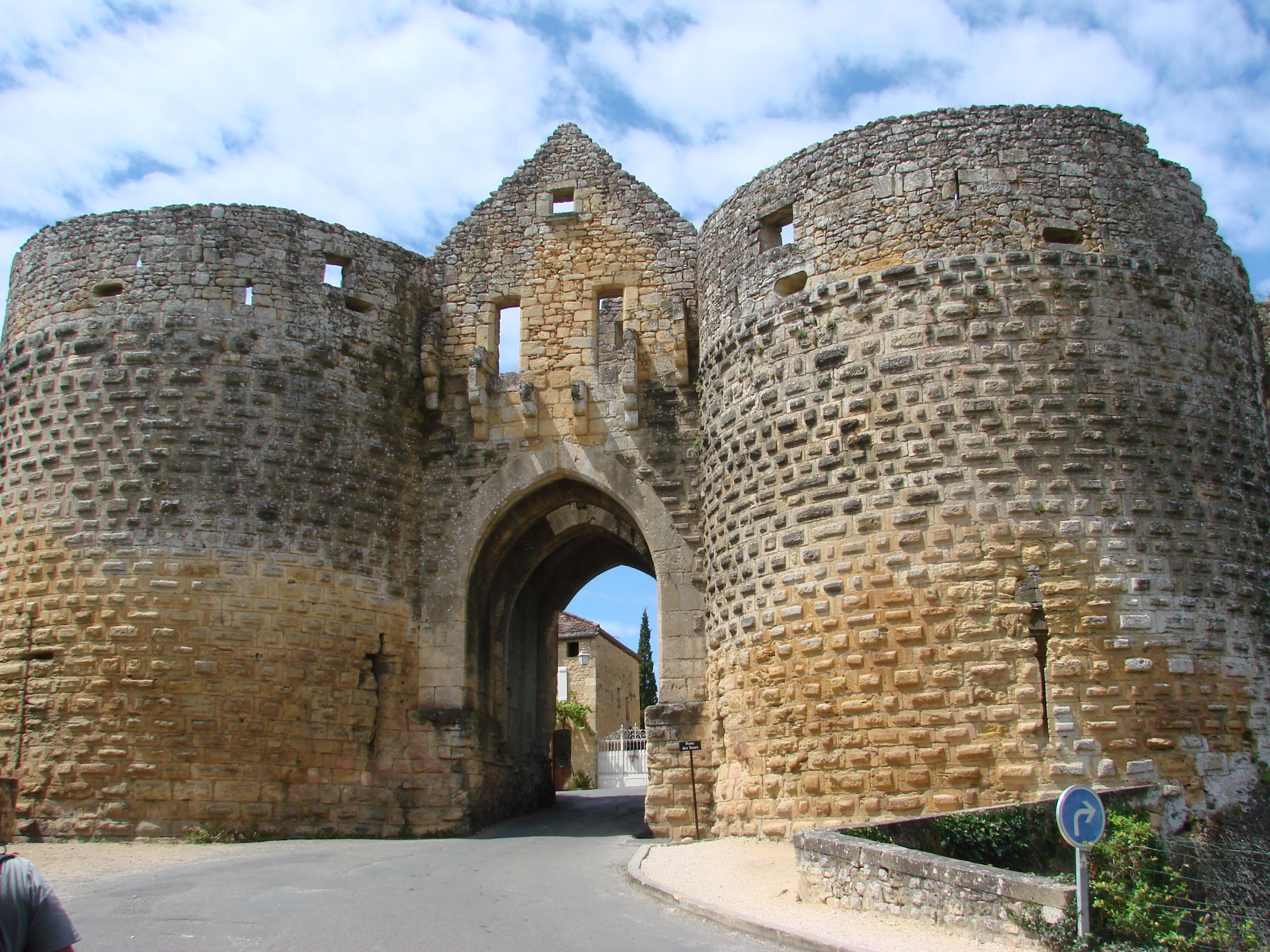
トゥール門

ドンムは、ドルドーニュ川の谷を見下ろす岩がちな露頭の上にある。アルビジョア十字軍の際の1281年にフィリップ3世によって建設された。まちは独自の硬貨を鋳造する特権も得ていた。
テンプル騎士団迫害の時代だった1307年、まちには70人ほどの騎士たちが投獄されていた。彼らはペリグー、カオール、ロデーズ、ブールジュ、リモージュ、クレルモン、アングレーム、ポワティエの各司教座から集められていた。彼らはトゥール門に刻んだ落書きを多く残しており、騎士たちが存在した証拠となっている。テンプル騎士団は幾何学的暗号を会得していた。聖杯を意味する八角形、ゴルゴタの十字架を意味する三角形、騎士団は正方形であった。そして円は、閉じ込められている自分たちを表していた。この象徴的な彫刻は、ロシュ、ジゾール、シノンにあるものに近いと判定されたが、その信憑性は専門家たちによって議論されている。投獄されている騎士たちの大部分の裁判は、1310年3月にパリで始まった。
百年戦争中、ドンムはイングランド軍の支配下に入った。最初に制圧されたのは1347年である。幾度か仏英両軍から奪い合われた末、1437年にフランスへ返還された。
新たな苦難がユグノー戦争中のドンムを待ち受けていた。1588年、カステルノーに本拠を置くユグノー派の首領ジョフロワ・ド・ヴィヴァンが、夜に部下とともに崖を上り、崖に向いた門を開けさせ、仲間の軍を引き入れたのである。しかしカトリック軍の勝利で、彼は1592年にドンムを引き渡さねばならなかった。
1594年と1637年の2度、平穏は途切れ農民反乱にみまわれている。

## 人口統計
| 1962年 | 1968年 | 1975年 | 1982年 | 1990年 | 1999年 | 2004年 | 2015年 |
| ------ | ------ | ------ | ------ | ------ | ------ | ------ | ------ |
| 855    | 876    | 891    | 910    | 1030   | 987    | 1008   | 923    |

参照元:1962年から1999年までは複数コミューンに住所登録をする者の重複分を除いたもの。それ以降は当該コミューンの人口統計によるもの。1999年までEHESS/Cassini、2006年以降INSEE

## ギャラリー

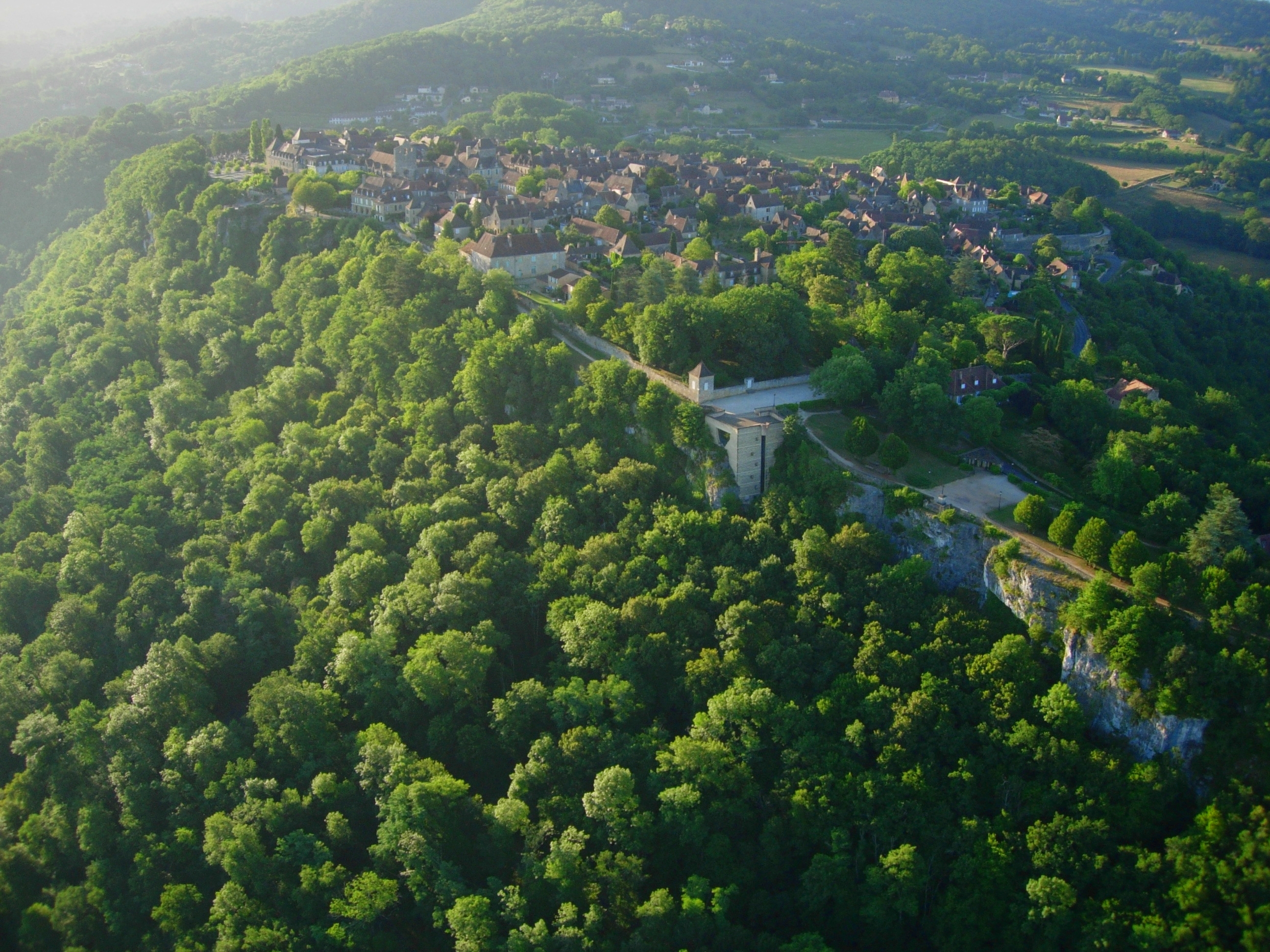
上空から見たドンム
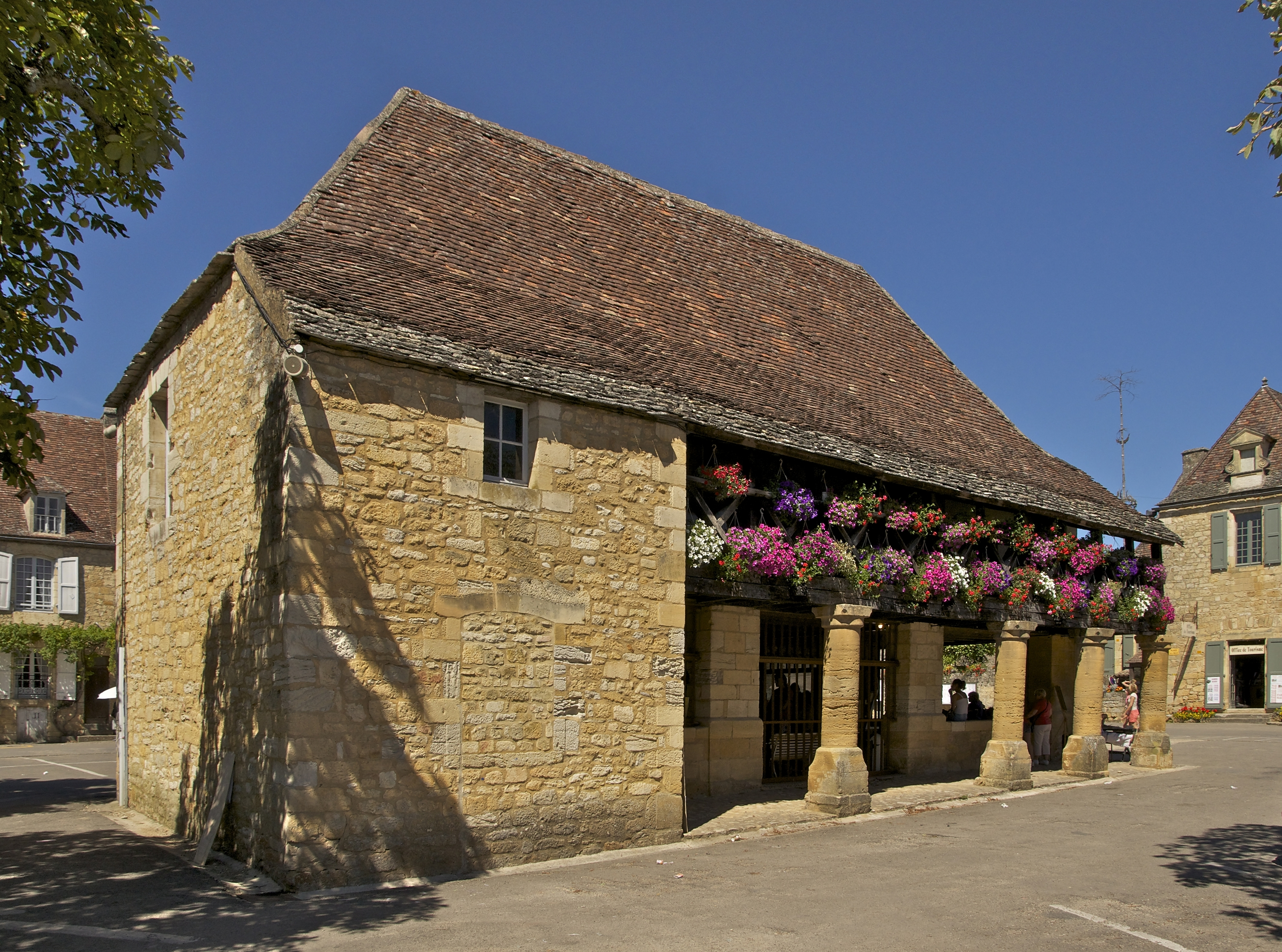
18世紀の建物
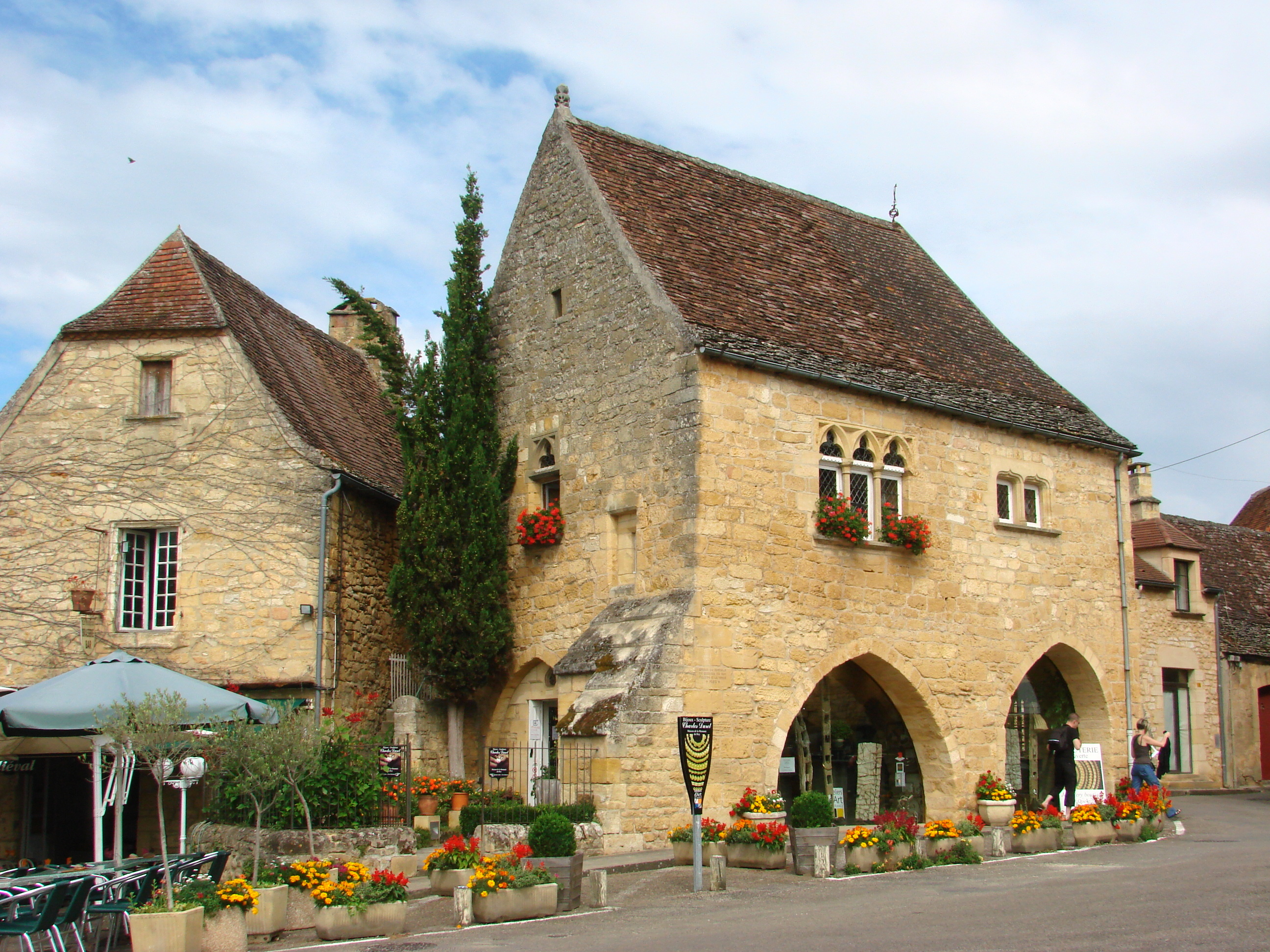
町並み
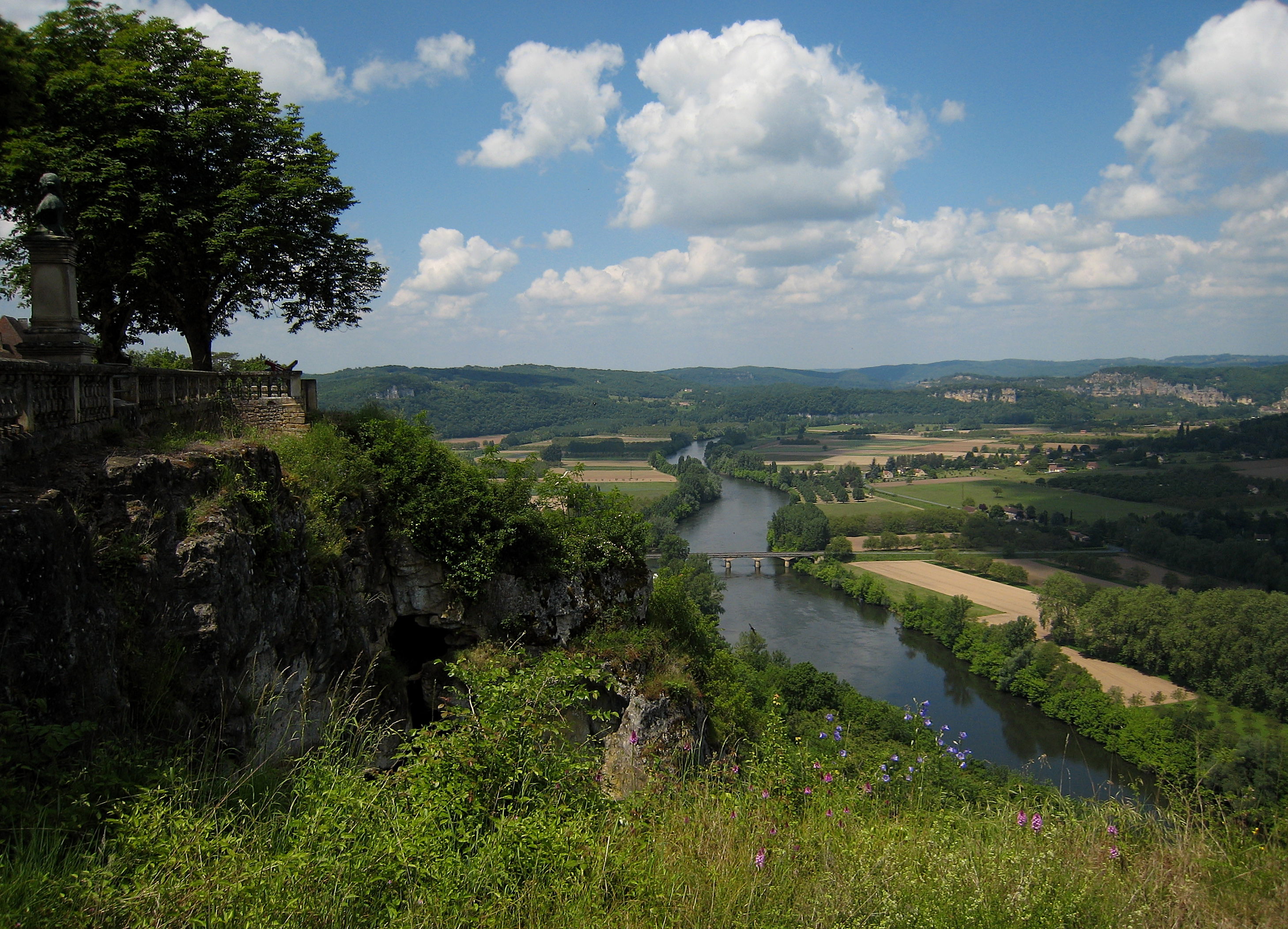
まちから川を見下ろす